# Station Burley-In-Wharfedale
Burley-In-Wharfedale is een spoorwegstation van National Rail in Burley-in-Wharfedale, Bradford in Engeland. Het station is eigendom van Network Rail en wordt beheerd door Northern Rail. Het station is geopend in 1865.